# Inkommensurabilität (Mathematik)
In der Mathematik heißen zwei reelle Zahlen {\displaystyle a} und {\displaystyle b} kommensurabel (von lateinisch commensurabilis ‚gleich zu bemessen, gleichmäßig‘), wenn sie ganzzahlige Vielfache einer geeigneten dritten reellen Zahl {\displaystyle c} sind, also einen gemeinsamen Teiler besitzen. Die Bezeichnung kommt daher, dass man sie dann mit dem gemeinsamen Maß {\displaystyle c} messen kann. In mathematischer Notation:
{\displaystyle \exists c\in \mathbb {R} }, sodass {\displaystyle a=mc\land b=nc} mit {\displaystyle a,b\in \mathbb {R} ;m,n\in \mathbb {Z} }.
Daraus folgt, sofern {\displaystyle b\not =0} ist, dass das Verhältnis {\displaystyle x} von {\displaystyle a} und {\displaystyle b} eine rationale Zahl ist:
{\displaystyle {\frac {a}{b}}={\frac {m}{n}}=x,\quad x\in \mathbb {Q} }.
Gibt es kein auch noch so kleines gemeinsames Maß {\displaystyle c}, dann heißen die Zahlenwerte {\displaystyle a} und {\displaystyle b} inkommensurabel (von lateinisch incommensurabilis ‚unmessbar‘), d. h. ihr Verhältnis ist eine irrationale Zahl.
Der Ausdruck Inkommensurabilität, der auf Euklids Elemente zurückgeht, bezieht sich direkt auf das geometrische Messen von Strecken mit tatsächlichen Messlatten. Er stellt eine gute Erinnerung daran dar, dass die griechische Mathematik unmittelbar auf der anschaulichen Geometrie beruhte, deren „Anschaulichkeit“ eben durch die Inkommensurabilität überschritten wurde.

## Beispiele

Fünfstern

- Alle natürlichen Zahlen sind kommensurabel, denn sie haben das Vergleichsmaß c = 1.
- Endlich viele beliebige Brüche sind kommensurabel, denn man kann sie auf einen Hauptnenner {\displaystyle N} bringen, und ein Vergleichsmaß ist dann {\displaystyle c={\tfrac {1}{N}}}.
- Inkommensurabel zu den Bruchzahlen sind dagegen alle Zahlen, die sich nicht als Brüche schreiben lassen.
- Die Seite a eines Quadrats und die Länge d seiner Diagonalen sind inkommensurabel, denn nach dem Satz des Pythagoras ist {\displaystyle {\tfrac {d}{a}}={\sqrt {2}}}, und die Annahme, dass dies eine Bruchzahl ist, lässt sich widerlegen.
- Inkommensurable Strecken gibt es auch beim Fünfstern oder Pentagramm, nämlich die innere Strecke (BC) und die äußere Strecke (AD).

## Geschichte
Der erste Beweis für die Existenz von inkommensurablen Strecken wird seit der Antike dem Pythagoreer Hippasos von Metapont zugeschrieben, der im späten 6. und frühen 5. Jahrhundert v. Chr. lebte. Diese Überlieferung entspricht möglicherweise den Tatsachen. Eine Erfindung ist jedoch die daran anknüpfende Legende, der zufolge die Pythagoreer die Inkommensurabilität als Geheimnis behandelten; Hippasos soll dieses Geheimnis verraten haben, was angeblich seinen Tod zur Folge hatte. Diese Erzählung ist aus einem Missverständnis entstanden. In Zusammenhang mit der Legende vom Geheimnisverrat wurde in älterer Forschungsliteratur die Hypothese vertreten, die Entdeckung der Inkommensurabilität habe die Pythagoreer schockiert und habe eine Grundlagenkrise der Mathematik bzw. der Philosophie der Mathematik ausgelöst. Die Annahme einer Grundlagenkrise wird jedoch ebenso wie der angebliche Geheimnisverrat von der neueren Forschung einhellig abgelehnt. Die Entdeckung der Inkommensurabilität wurde als Errungenschaft und nicht als Problem oder Krise betrachtet.